# Лукноваха
Лукноваха (укр. Лукноваха) — правый приток реки Сухой Торец, расположенный на территории Барвенковского (Харьковская область, Украина) и Александровского районов (Донецкая область, Украина).

## География
Длина — 21 км. Площадь бассейна — 306 км². Русло на протяжении всей длины пересыхает. Есть пруды на притоках.
Берёт начало от двух ручьёв: юго-восточнее села Фёдоровка и севернее Елизаветовка. Два ручья сливаются непосредственно северо-западнее села Фёдоровка. Река течёт на север. У истоков около 1 км служит административной границей Харьковской и Донецкой областей. Впадает в Сухой Торец (на 67-м км от её устья) непосредственно западнее пгт Барвенково.
Притоки: (от истока к устью) Домаха, безымянные ручьи
Населённые пункты (от истока к устью):
Барвенковский район
1. Фёдоровка
2. Надеждовка
3. Богодарово
4. Малолетки
5. Барвенково